# Захаров, Владимир Евгеньевич
Влади́мир Евге́ньевич Заха́ров (1 августа 1939, Казань — 20 августа 2023, Москва) — советский, российский и американский физик-теоретик, академик РАН (с 1991, член-корреспондент АН СССР с 1984), председатель Научного совета РАН по нелинейной динамике, поэт.
Возглавлял Институт теоретической физики им. Л. Д. Ландау РАН (1993—2003), заведующий сектором математической физики в Физическом институте им. П. Н. Лебедева РАН (с 2004).
Лауреат медали Дирака (2003), Государственных премий СССР и России. Имеет более 38500 цитирований своих работ в индексируемых научных журналах и индекс Хирша — 65.

## Биография

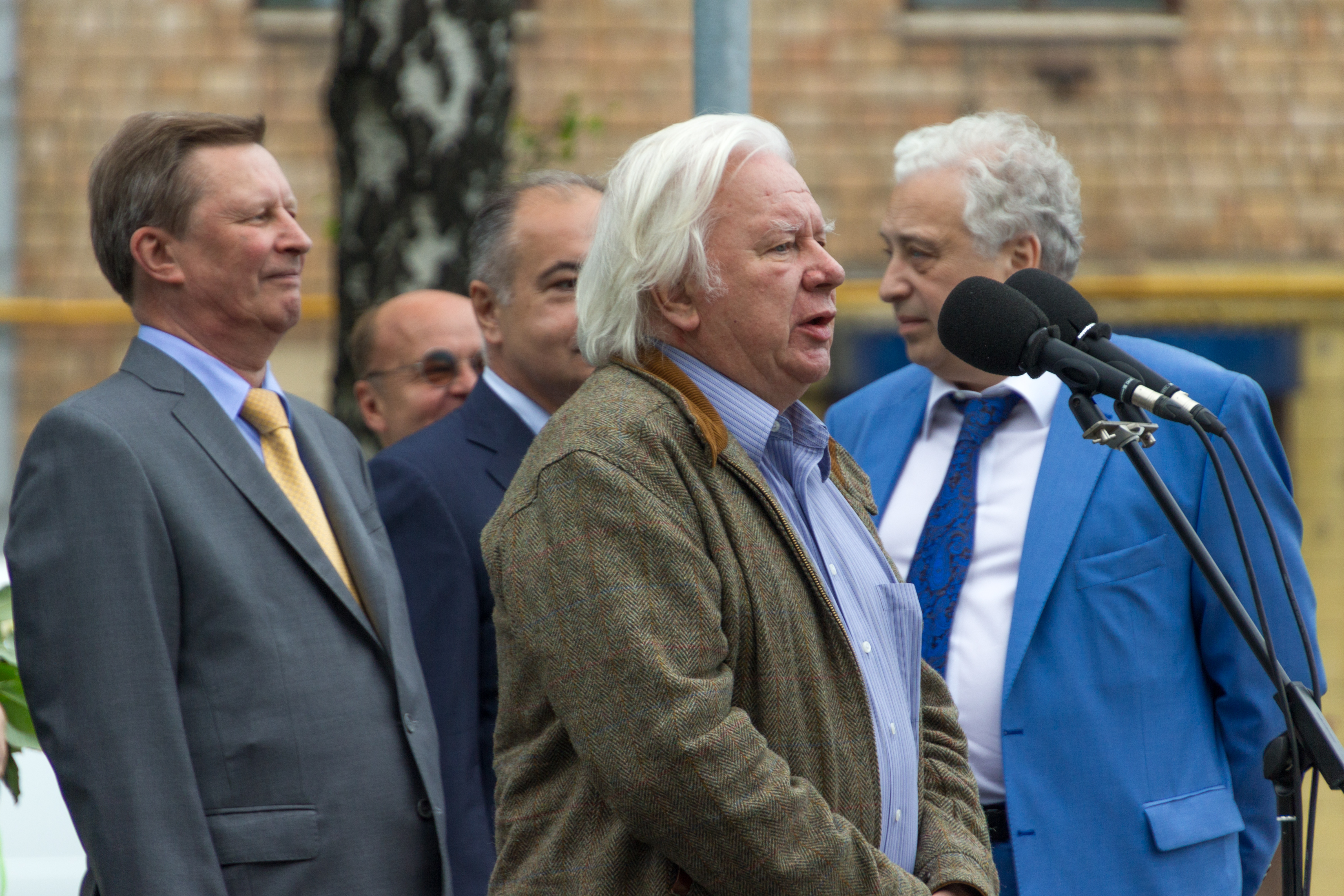
Выступление в 2015 году

Родился 1 августа 1939 года в городе Казани в семье выпускников Казанского университета; старший брат Юрий (1932—1979) — учёный-механик, профессор Калужского филиала МВТУ им. Н. Э. Баумана.
В 1956 году окончил среднюю школу в городе Смоленске.
В 1956—1960 годах учился в Московском энергетическом институте и работал в Курчатовском институте, а в 1961 году перевёлся на четвёртый курс во вновь образованный Новосибирский университет, физический факультет которого окончил в 1963 году, в первом выпуске. В дальнейшем поступил в аспирантуру, в 1966 году защитил кандидатскую диссертацию (научный руководитель Р. З. Сагдеев).
С октября 1966 по декабрь 1973 года работал в Институте ядерной физики СО АН СССР, где в 1971 году защитил докторскую диссертацию.
В 1974—2003 годах работал в Институте теоретической физики имени Л. Д. Ландау, возглавлял отделение физики плазмы (1974—1992), а с 1993 по 2003 год руководил этим институтом.
26 декабря 1984 года избран членом-корреспондентом АН СССР по отделению общей физики и астрономии (теоретическая физика), а 7 декабря 1991 года — академиком по секции физики, энергетики, радиоэлектроники (оптика).
С 1992 года преподавал в Университете Аризоны (Тусон, США), где в 2004 году ему было присвоено почётное звание именного профессора Правления университета (англ. Regent’s Professor). Член Американского математического общества.
Член отделения физических наук РАН (секция общей физики и астрономии), председатель Научного совета по нелинейной динамике (с 1988 года), заведующий сектором математической физики в Физическом институте им. Лебедева (с 2004 года).
В 2010 году получил научный мегагрант Правительства РФ и открыл лабораторию нелинейных волновых процессов в Новосибирском государственном университете.
Один из активных критиков планов правительства РФ по реорганизации Российской академии наук (РАН). Один из инициаторов создания Клуба «1 июля».
Умер 20 августа 2023 года в возрасте 84 лет. Похоронен на кладбище села Макарово (Московская область, г.о. Черноголовка).

## Общественная позиция
В 1968 году подписал «письмо сорока шести» против нарушения законности на судебном процессе над правозащитниками в Москве, известном как «дело четырёх».
В феврале 2022 года подписал открытое письмо российских учёных и научных журналистов с осуждением вторжения России на Украину и призывом вывести российские войска с украинской территории.

## Научная деятельность
Специализировался в области физики плазмы, теории распространения волн в нелинейных средах, волн на воде (в том числе волн-убийц), нелинейных уравнений математической физики. Построил теорию распространения и взаимодействия солитонов в оптических волокнах.
Открыл явление коллапса ленгмюровских волн в плазме. Создал теорию слабой волновой турбулентности и нашёл точные решения кинетических волновых уравнений (спектры Колмогорова-Захарова). На этой основе построил аналитическую теорию ветрового волнения в океане. Совместно с В. А. Белинским построена теория гравитационных солитонов в общей теории относительности. Внёс важный вклад в теорию интегрируемых систем с конечным и бесконечным числом степеней свободы. Один из создателей новых методов точного интегрирования нелинейных уравнений математической физики. Используя эти методы, решил классическую проблему дифференциальной геометрии о классификации ортогональных криволинейных систем координат в n-мерном пространстве, сформулированную ещё в начале девятнадцатого века.
Опубликовал более 260 научных статей. По состоянию на 2005 год В. Е. Захаров входил в четвёрку самых цитируемых российских учёных (после В. И. Арнольда, В. Л. Гинзбурга и И. М. Гельфанда).

## Литературное творчество
Писал стихи, которые публиковались в журнале «Новый мир» в 1990-е и 2000-е годы. С 2003 года член Союза российских писателей. В предисловии к первому сборнику Владимира Захарова Фазиль Искандер написал: «Голос его приглушён и даже застенчив. Его стихи не для громкого чтения. Но любитель поэзии, склонный к углублённому одинокому чтению, обязательно почувствует своеобразие написанных им строк».
В 2009 году издательство «Ancient Purple» выпустило сборник переводов его стихов «The Paradise for Clouds».

## Премии и награды
- 1987 — Государственная премия СССР за исследования в области физики плазмы.
- 1989 — Орден Почёта
- 1993 — Государственная премия Российской Федерации в области науки и техники «за цикл работ по теории солитонов и методу обратной задачи»[20]
- 1999 — Орден «За заслуги перед Отечеством» IV степени
- 2003 — Медаль Дирака (совместно с Робертом Крайшнаном)
- 2019 — Золотая медаль имени Н. Н. Боголюбова

Лауреат литературной премии «Петрополь» и медали имени Виктора Розова за вклад в российскую культуру.
Один из астероидов (Asteroid 7153) назван Vladzakharov в честь В. Е. Захарова.

### Научные работы
- Захаров В. Е., Манаков С. В., Новиков С. П., Питаевский Л. П. Теория солитонов: Метод обратной задачи. — М., Наука, 1980. — 320 с.
- Zakharov V. E., L’vov V. S., Falkovich G. Kolmogorov spectra of turbulence I. Wave turbulence. — Springer-Verlag, 1992. — xii+364 p. — ISBN 978-3-642-50054-1.
- Zakharov V. E. (ed.) What is integrability? — Springer-Verlag, 1992. — xiv+321 p. — ISBN 978-3-642-88705-5.

### Поэзия
- Свинцовая призма / [Худож. Е. О. Чижик-Вронская]. — М.: Прометей, 1990. — 95 с.: ил.
- Хор среди зимы: Стихотворения. — М.: Carte blanche, 1991. — 91 с.
- Южная осень: Новая кн. стихотворений. — М.: Carte blanche, 1992. — 76 с.
- Перед небом. — М.: Время, 2005. — 352 с. — ISBN 5-9691-0018-8.
- Весь мир — провинция: Кн. избранного. — Новосибирск: Свиньин и сыновья, 2008. — 508 с. — ISBN 978-5-98502-068-7
- Zakharov V. The Paradise for Clouds [= Рай для облаков] / transl. by Alex Shafarenko. — Ancient Purple, 2009. — ISBN 978-0956307507
- Сто верлибров и белых стихов / [Предисл. Ю. Орлицкого; послесл. И. Иословича]. — М.: ОГИ, 2016. — 221 с.: ил.
- Малое собрание сочинений: Стихотворения. — М.: Водолей, 2019. — ISBN 978-5-91763-464-7
  - Звезда на дне. — 163 с.
  - Ясным ли днём. — 171 с.
  - Горящие самолёты. — 183 с.
  - Поедем, брат! — 143 с.
  - Молитва траве. — 171 с.
  - Выжимки бессонниц. — 170 с.

### Интервью и выступления
- Интервью с академиком Владимиром Захаровым, октябрь, 1998
- «Оставив науку, я бы изменил сам себе» // Троицкий вариант — Наука, 09.12.2008
- Академик В. Захаров: «Мы должны отстаивать экспертную функцию Академии наук»
- Лекция Владимира Захарова «Экстремальные волны в природе»
- Наука не задаёт себе вопрос, зачем существует человечество
- Сегодня в России десятки «академий наук» — Открытое письмо Президенту России академика РАН В. Е. Захарова // «Газета.Ru», 21 июля 2011